# Встреча Иоакима и Анны у Золотых ворот

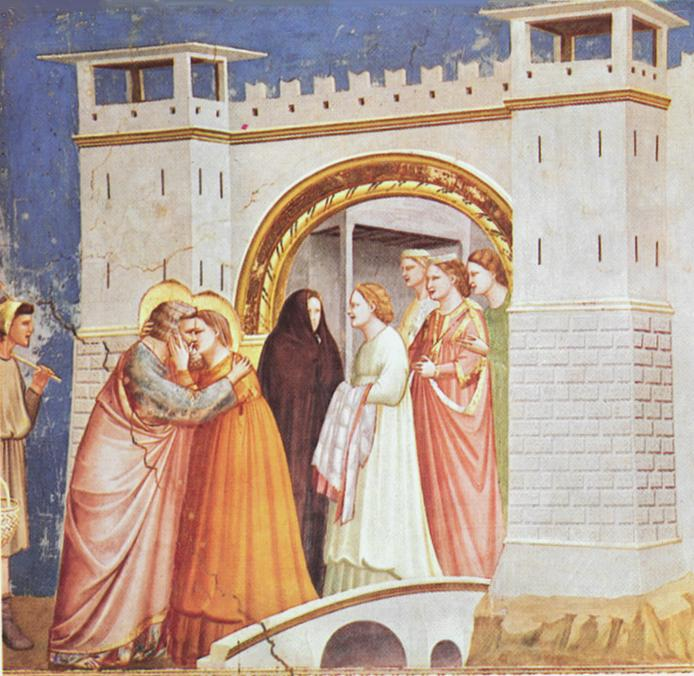
Джотто. Легенда о Святом Иоакиме; Встреча у Золотых ворот. Капелла Скровеньи, Падуя, 1305 год

Встреча Иоакима и Анны у Золотых ворот — событие из христианского Священного Предания, в честь которого установлен праздник Зачатие Богородицы.
О событии известно из апокрифического Протоевангелия Иакова (II век). Согласно данному рассказу, у благочестивой семейной пары Иоакима и Анны долгое время не было детей. Когда первосвященник отказал Иоакиму в праве принести Богу жертву, так как он «не создал потомства Израилю», то он удалился в пустыню, а его жена осталась дома в одиночестве. В это время им обоим было видение ангела, возвестившего, что «Господь внял молитве твоей, ты зачнёшь и родишь, и о потомстве твоём будут говорить во всем мире».
После этого благовестия Иоаким и Анна встретились у Золотых ворот Иерусалима:

И вот Иоаким подошёл со своими стадами, и Анна, стоявшая у ворот, увидела Иоакима идущего, и, подбежав, обняла его, и сказала: Знаю теперь, что Господь благословил меня: будучи вдовою, я теперь не вдова, будучи бесплодною, я теперь зачну! И Иоаким в тот день обрел покой в своем доме.
— Протоевангелие Иакова (4:7-8)
После этого Анна зачала, и когда «прошли положенные ей месяцы, и Анна в девятый месяц родила». Дата зачатия — 9 декабря установлена исходя из того, чтобы она отстояла от даты Рождества Богородицы (8 сентября) на 9 месяцев. Димитрий Ростовский писал: «Говорили же некоторые, будто Пресвятая Дева родилась через 7 месяцев — и родилась без мужа, но это несправедливо».

## В искусстве
- Встреча Иоакима и Анны у Золотых ворот (гравюра Дюрера)